# Landungsfahrzeug

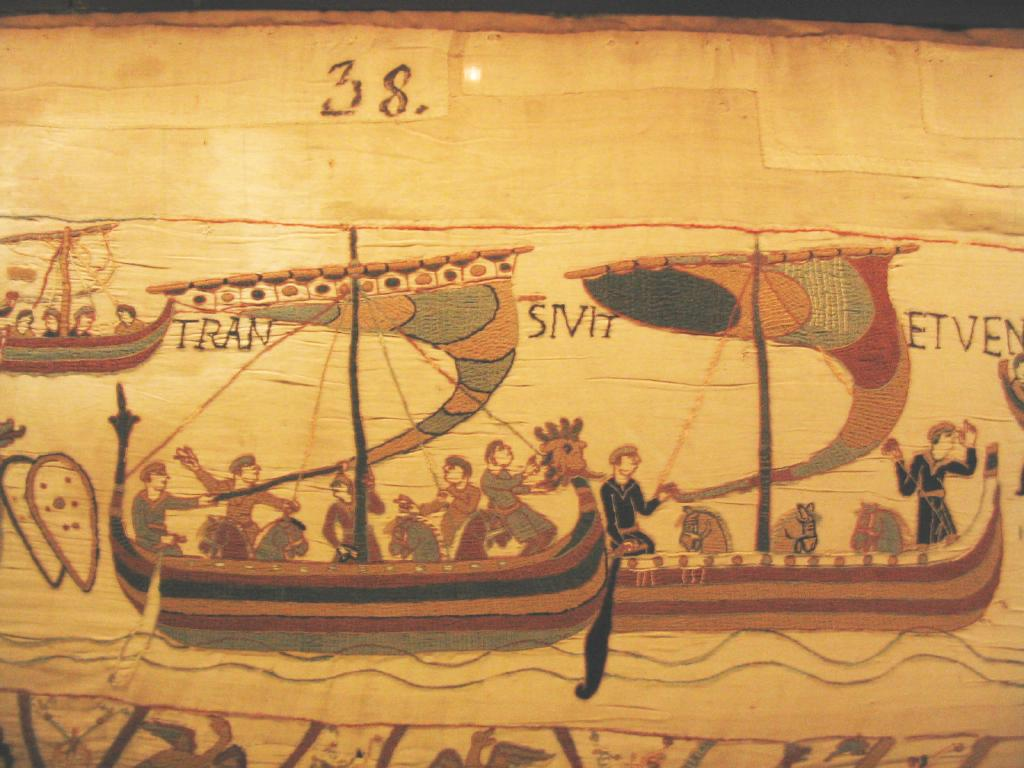
Schiffe mit eingeschifften Truppen und Pferden bei der Landung Wilhelms des Eroberers 1066 in England – Darstellung auf dem Teppich von Bayeux

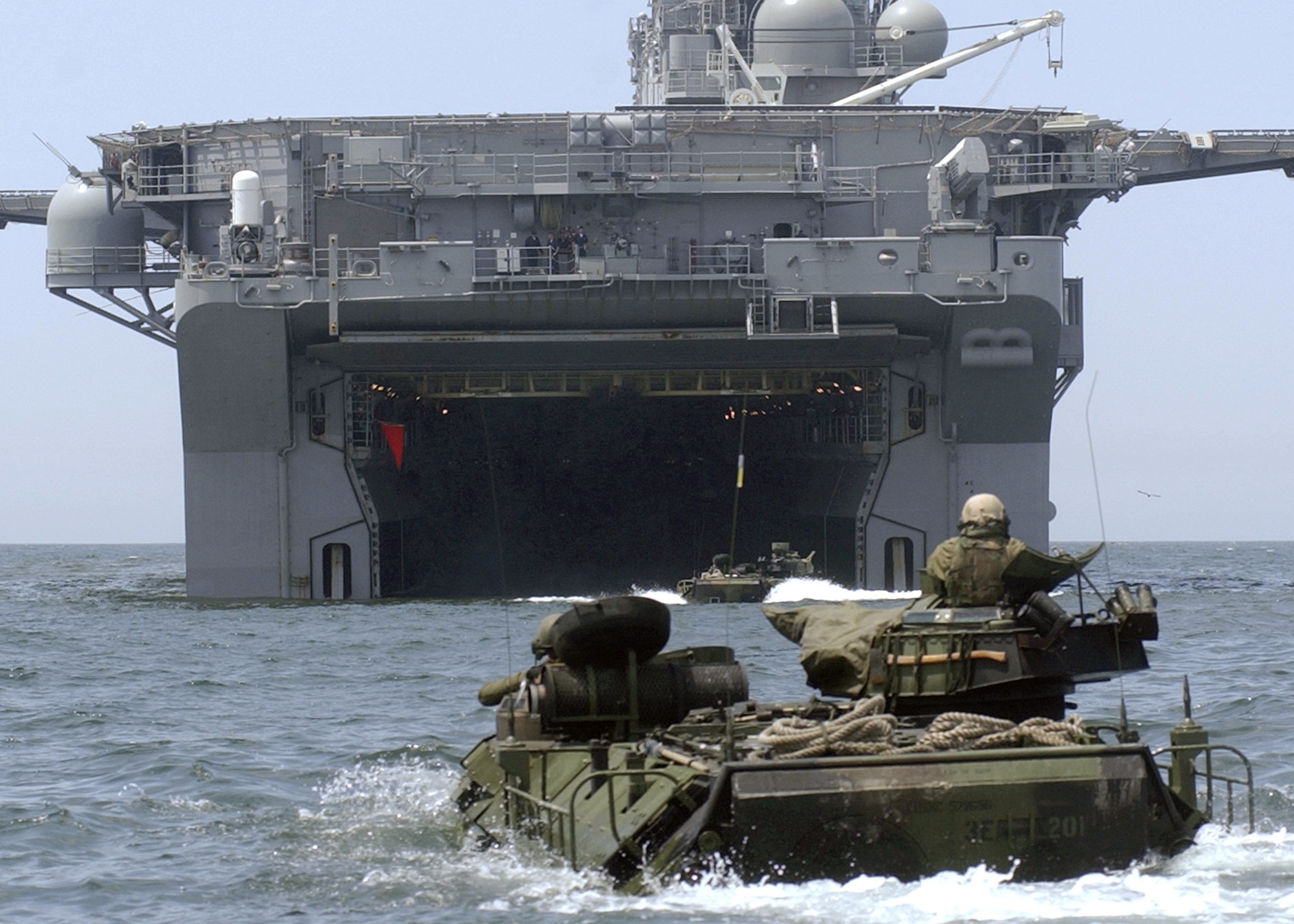
Amphibisches Angriffsschiff Bonhomme Richard mit Schwimmpanzern, 2004

Unter einem Landungsfahrzeug versteht man ein militärisches Schiff, das Truppen und Material unabhängig von Hafeninfrastruktur von See anlanden kann. Es unterscheidet sich von einem Amphibienfahrzeug dadurch, dass es sich nicht an Land fortbewegen kann.

## Geschichte
Zur Geschichte und zur heutigen Bedeutung amphibischer Operationen siehe auch Amphibische Kriegführung.

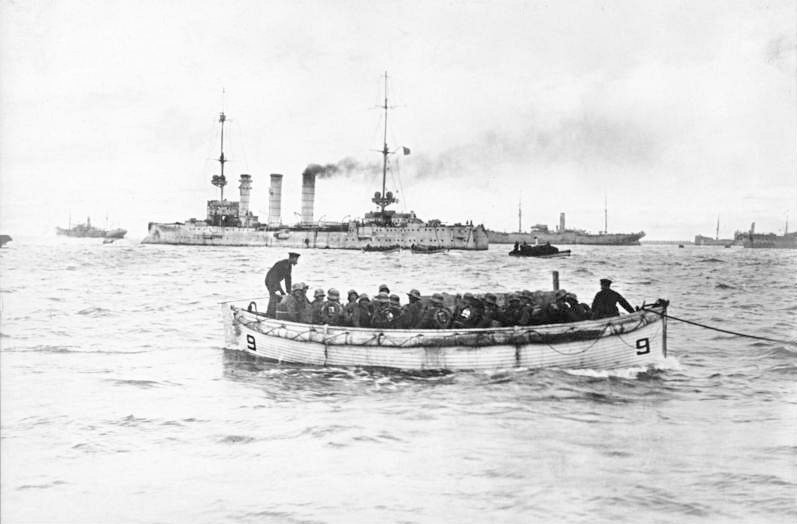
Deutsche Truppenlandung mit Beibooten 1917 auf Ösel

In vielen Kriegen der Vergangenheit, bei denen ein Teilnehmer über eine gewisse Seemacht verfügte, gab es Landungsoperationen und dafür speziell ausgebildete Truppen. So gab es schon zu Zeiten der Römischen Flotte Seesoldaten, die für den infanteristischen Kampf ausgebildet waren und als Marineinfanterie bezeichnet werden können.
Während die Ruderschiffe der Antike direkt auf den Landungsstrand laufen konnten, wurden Landungsoperationen in der Zeit der Segelschiffe mit Hilfe der eigenen Beiboote durchgeführt. Barkassen und Kutter, besetzt mit Marineinfanterie und Seeleuten, wurden für kleine Überfälle an Land z. B. auf Signalstationen oder Küstenbefestigungen benutzt, u. a. durch die britische Royal Navy während der Napoleonischen Kriege an der Kanalküste.

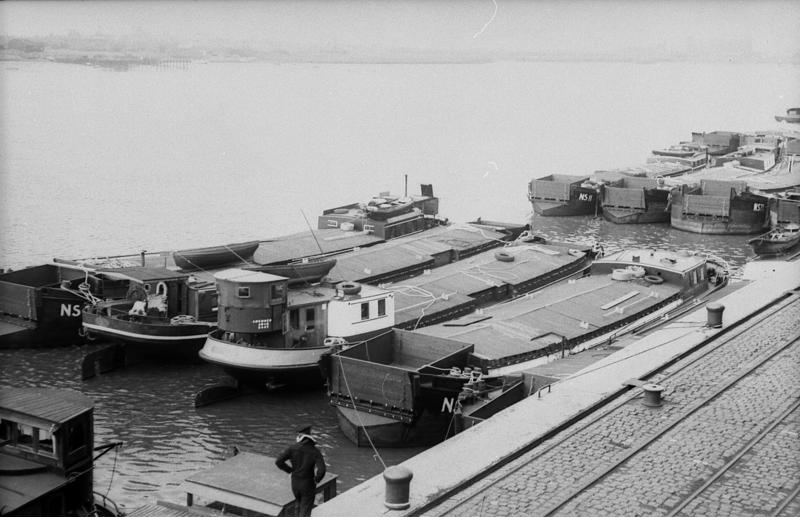
Für das „Unternehmen Seelöwe“ (Deutsches Reich, geplant ab 1940) wurden Flusskähne provisorisch zu Landungsbooten umgerüstet und mit Bugklappen ausgestattet

Erst mit Beginn konkreter Planungen zu größeren Invasionen über einen Seeweg wurde spezialisiertes Schiffsmaterial als notwendig erkannt und geplant. Für die geplante Invasion in England ließ Napoleon Hunderte von kleinen speziellen Ruderbooten (Schuten) bauen. Diese ersten Sturmboote waren mit einer schweren Kanone zum Vorfeldbeschuss und einer starken Besatzung ausgestattet. Diese Schuten sollten an der englischen Küste landen, die Truppen absetzen und eventuelle Gegenwehr durch massiven Beschuss niederhalten. Dieser Plan wurde nie ausgeführt.
Spezialisierte Schiffs- oder Bootstypen für amphibische Operationen wurden erst im 20. Jahrhundert systematisch entwickelt. Die alliierten Streitkräfte und hier insbesondere die US-Amerikaner führten im Zweiten Weltkrieg eine große Zahl von amphibischen Landungen durch, vor allem im Pazifikkrieg. Zur Zeit der Landung in der Normandie (Operation Neptune Juni 1944) war das Konzept einer Invasion schon vielfach erprobt (z. B. Operation Jubilee am 19. August 1942) und perfektioniert und es stand eine große Zahl spezialisierter Schiffe zur Verfügung. 
Deutsche Pläne einer Invasion in England („Unternehmen Seelöwe“) sahen vor, Truppen vor allem mit provisorisch umgerüsteten Flusskähnen überzusetzen.
In der Zeit des Kalten Krieges wurden insbesondere vom Warschauer Pakt amphibische Invasionen im Ostseeraum geplant und dafür geeignete Schiffstypen entwickelt. Dazu gehörten Luftkissenfahrzeuge, die unabhängig vom Untergrund eine sehr hohe Geschwindigkeit entwickeln und größere Mengen Material transportieren können.
In der NATO waren dagegen große amphibische Operationen zur Verstärkung der Landstreitkräfte vor allem im vom NATO-Befehlshaber Nordeuropa geführten Nordflankenraum (vom Nordkap bis zur Elbmündung) geplant, die auch häufig in großen Manövern geübt wurden.
2009 unterzeichneten die Ukraine und China einen Vertrag zur Lieferung von vier sehr großen Hovercrafts (im Englischen air-cushioned landing craft (ACLC) oder LCAC (landing craft, air cushioned) genannt) und zum Know-how-Transfer (zwei der vier werden in China gebaut). China bestätigte am 30. Mai 2013, dass das erste Exemplar in China eingetroffen war.
2025 wird (wieder) über die Entwicklung und Erprobung neuartiger Landungsschiffe in China berichtet. Drei Schiffe sollen längs zusammengekoppelt ein Ponton von 820 m Länge ergeben. Eines der Schiffe soll 4 Säulen aufweisen, die auf den seichten Grund abgelassen werden können, um das Schiff fest aufzuständern.

## Heutige Bedeutung

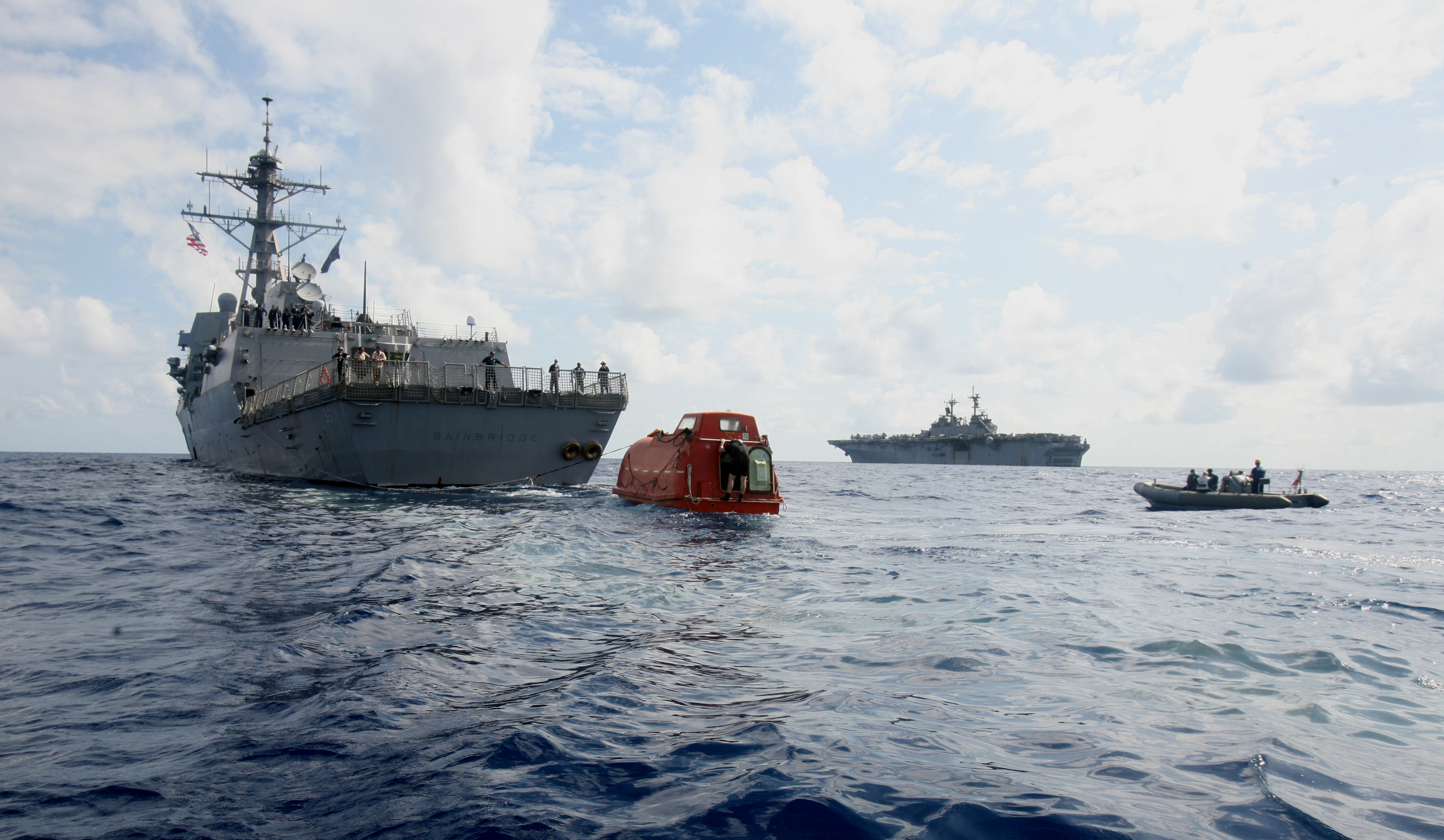
Das Docklandungsschiff Boxer (im Hintergrund) bei Operationen vor Somalia, wo es der deutschen GSG 9 als Einsatzplattform für den später abgebrochenen Versuch einer Geiselbefreiung diente

Nach dem Ende der Ost-West-Konfrontation hat sich die Rolle von Landungsfahrzeugen gewandelt. Während die Fähigkeit zu Kampflandungen und großen Invasionen an Bedeutung verloren hat, haben sich Landungsschiffe als geeignete Mittel zur Unterstützung von Operationen in großer Entfernung vom Herkunftsland der teilnehmenden Streitkräfte erwiesen. Viele Marinen haben deshalb ihre amphibischen Kapazitäten ausgebaut.

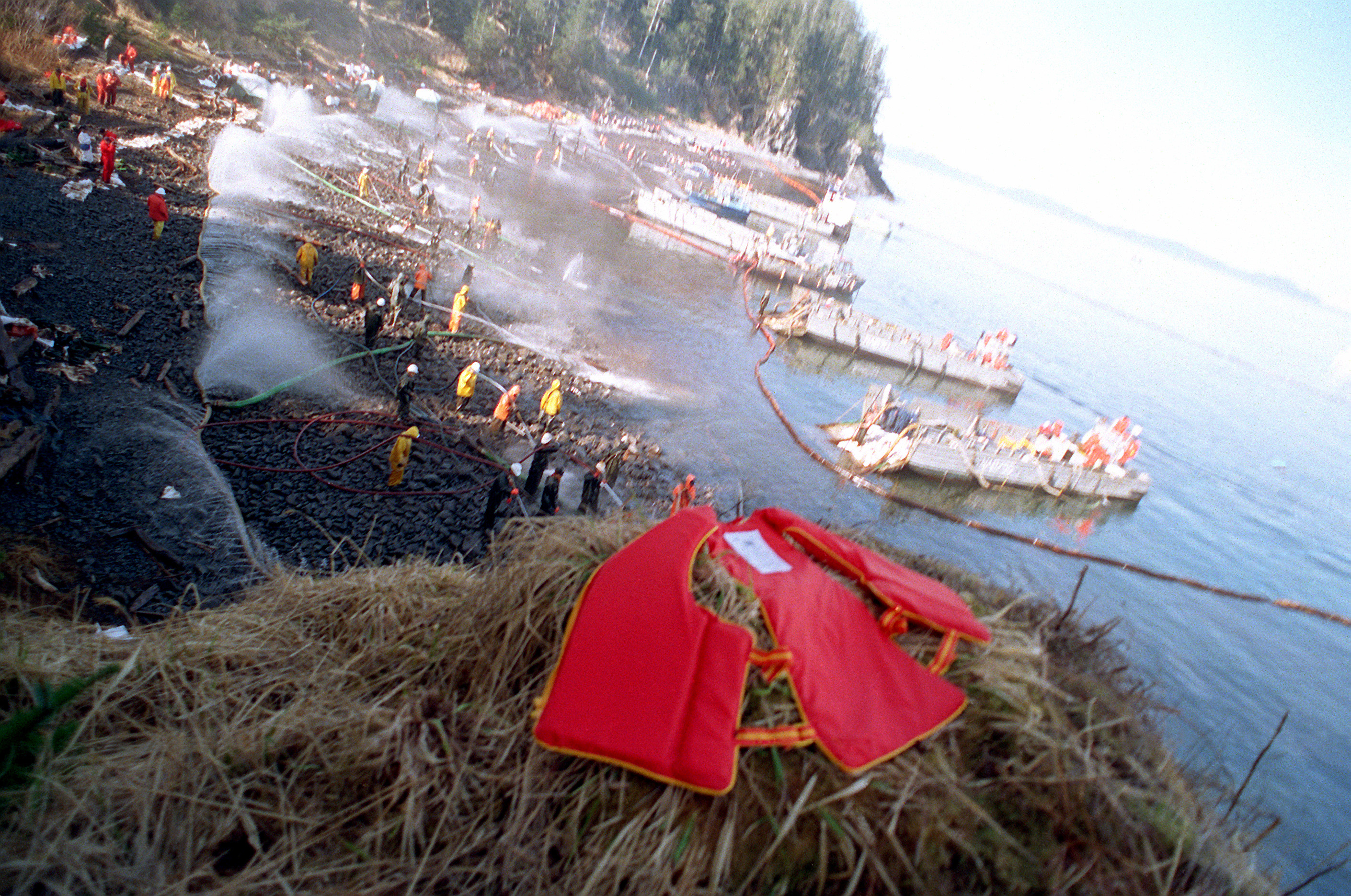
Landungsboote unterstützen die Reinigung eines ölverschmutzten Strandes

Neben ihrer eigentlichen Bestimmung können Landungsfahrzeuge für vielfältige andere Aufgaben eingesetzt werden. Mit ihrer Fähigkeit, Einsatzkräfte und technisches Gerät in schwer zugängliche Regionen zu transportieren, eignen sie sich besonders für Hilfseinsätze zur humanitären und technischen Unterstützung. Sie können außerdem als Schulschiff oder als schwimmende Basis für militärische Verbände auf See und an Land genutzt werden.
Die Deutsche Marine erwog – erstmals nach der Evakuierung deutscher Heerestruppen aus Somalia 1994 (Operation Southern Cross) – ein oder zwei Docklandungsschiffe zu kaufen; diese Pläne wurden bisher (wohl aus Geldmangel) nicht realisiert.

## Grundtypen von Landungsfahrzeugen
Im Rahmen des vor allem von U.S. Navy entwickelten Konzepts der amphibischen Kriegführung entstand eine Anzahl von Fahrzeugtypen, die seither die Grundmuster von Landungsfahrzeugen darstellen. Die Bezeichnungssystematik der U.S. Navy für amphibische Fahrzeuge hat sich über die NATO als Standard allgemein verbreitet, allerdings ist die Einordnung von Fahrzeugen in das Schema nicht immer eindeutig. Einige Marinen haben daneben eigene Konzepte für Landungsfahrzeuge realisiert, die nicht dem Schema entsprechen.
Die größten Typen sind Landungsschiffe, die mit Hilfe von Verbringungsmitteln wie Landungsbooten, Hubschraubern, Senkrechtstartern oder Amphibienfahrzeugen anlanden können. Die klassischen Landungsschiffe sind solche, die einen Strand direkt anlaufen können, um über eine Bugrampe Truppen und Fahrzeuge zu entladen. Außerdem gibt es amphibische Material- und Personaltransporter. Landungsboote sind kleinere Boote, die ebenfalls selber den Strand anlaufen und groß genug sind, um im Küstengebiet selbständig zu operieren und/oder als Verbringungsmittel großer Landungsschiffe zu dienen. Ein eigener Typ sind die Luftkissenfahrzeuge mit ihren besonderen Bewegungsmöglichkeiten (einige haben eine Maximalgeschwindigkeit von über 100 km/h) im Küstenvorfeld und landeinwärts. Außerdem gibt es eine Anzahl von Spezialfahrzeugen für amphibische Operationen, wie zum Beispiel Landungsunterstützungsschiffe oder Führungsschiffe.

## Landungsschiffe

### Amphibische Angriffsschiffe

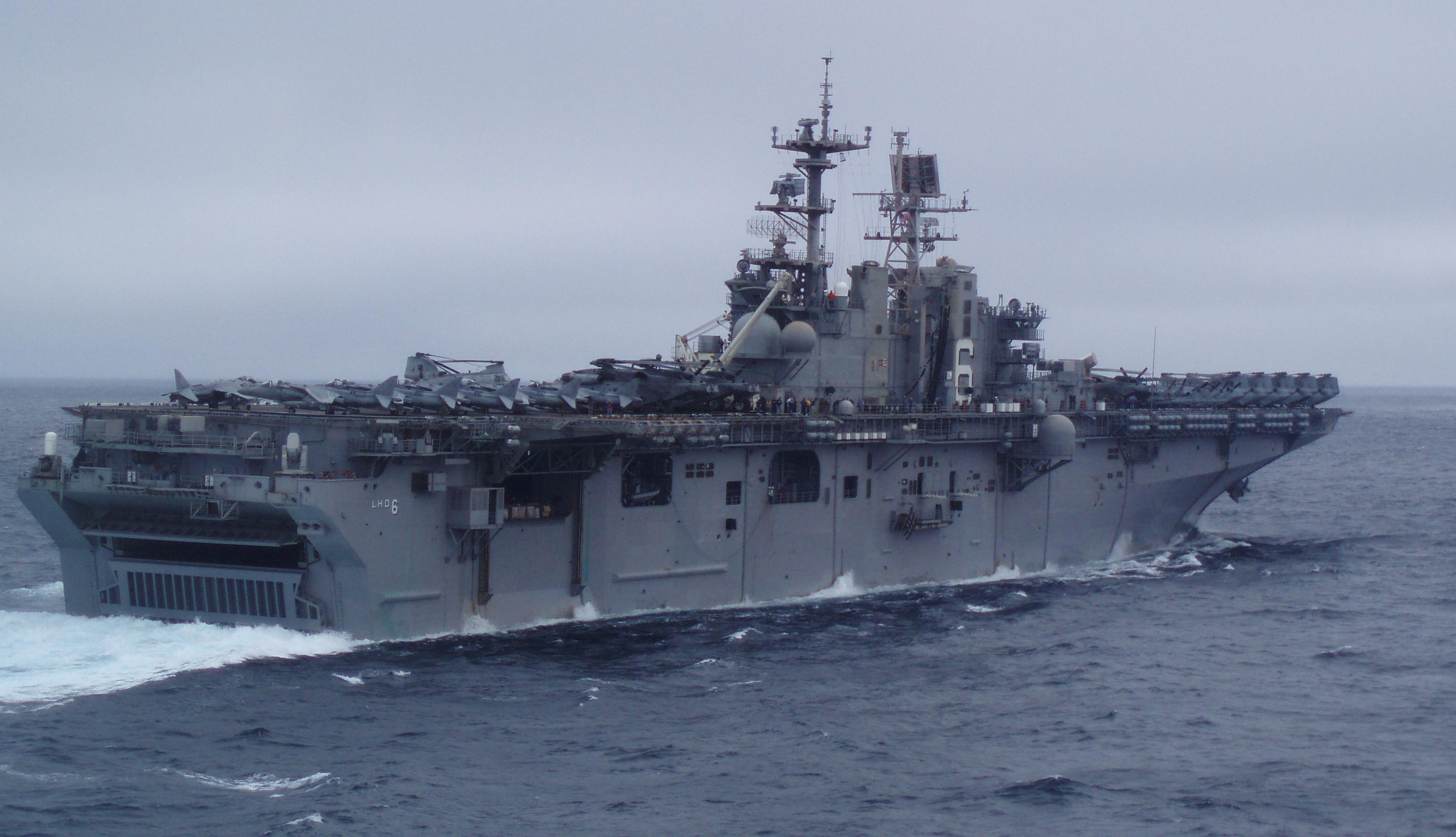
Amphibisches Angriffsschiff USS Bonhomme Richard

Amphibische Angriffsschiffe (Landing Helicopter, Assault – LHA und Landing Helicopter, Dock – LHD) sind Fahrzeuge, die Truppen und Material mit Hilfe verschiedener Verbringungsmittel wie Hubschraubern, Landungsbooten und Senkrechtstartern an Land verbringen. Die größten Landungsschiffe dieser Art sind die Schiffe der Wasp- oder America-Klasse der U.S. Navy, aber auch die spanische Juan Carlos I und die von dieser abgeleitete australische Canberra-Klasse, die südkoreanische Dokdo-Klasse und die französische Mistral-Klasse gehören in diese Kategorie. Alle Schiffe dieser Klassen verfügen über ein durchgehendes Flugdeck wie ein Flugzeugträger und über ein Dock oder Welldeck, in dem sie Landungsboote mitführen können. Als Ausnahme sind dabei die ersten beiden Einheiten der America-Klasse zu betrachten, die ohne Welldeck konzipiert wurden, weil die Luftverlegefähigkeit als wichtiger eingestuft wurde. Noch während des Baus des Typschiffs USS America wurde aus dem Baulos Flight 0 das Flight 1 entwickelt, das dann doch wieder ein Welldeck beinhaltet. Diese Entwurfsänderung kommt dann ab dem dritten Schiff dieser Klasse zum Tragen. Amphibische Angriffsschiffe können mit Kampf- und Transporthubschraubern und senkrecht startenden Kampf- und Transportflugzeugen ausgestattet werden, um die Landungstruppen aus der Luft unterstützen zu können. Sie verfügen über die Fähigkeit zum Ship-to-objective maneuver (STOM), d. h., dass sie Truppen direkt vom Schiff zum Einsatzort bringen können, auch wenn dieser im Landesinneren liegt.

### Amphibische Hubschrauberträger

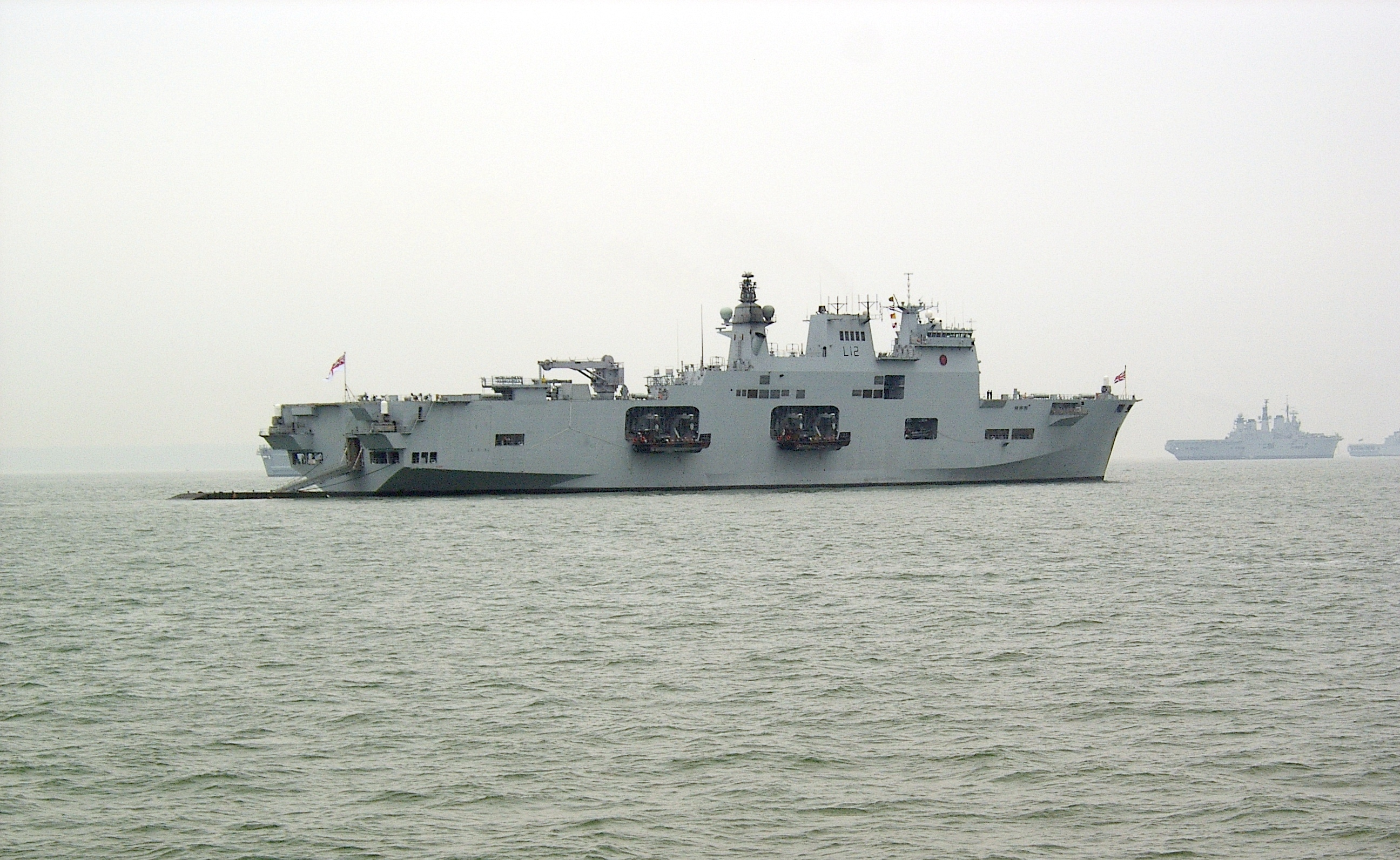
LPH Ocean mit Heckrampe für Amphibienfahrzeuge und Landungsbooten in Davits

Auch die nicht mit einem Dock ausgestatteten amphibischen Hubschrauberträger (Landing Platform, Helicopter – LPH) wurden von der U.S. Navy zeitweise als Amphibische Angriffsschiffe (Amphibious Assault Ship) bezeichnet, auch wenn sie deutlich geringere Fähigkeiten hatten, als die LHA und LHD. Diese Schiffe trugen über 20 Hubschrauber verschiedener Typen und bis über 1000 Landungstruppen. Die meisten LPH führen außerdem einige Landungsboote mit, die zu Wasser gelassen werden können. Alle LPH der U.S. Navy sind außer Dienst gestellt. Die brasilianische Marine verfügt mit der Atlântico, der ehemalig britischen Ocean über einen LPH. Britische Pläne die Flugzeugträger der Invincible-Klasse in einer LPH-Rolle einzusetzen, wurden mit der Ausmusterung der Kasse obsolet.

### Docklandungsschiffe

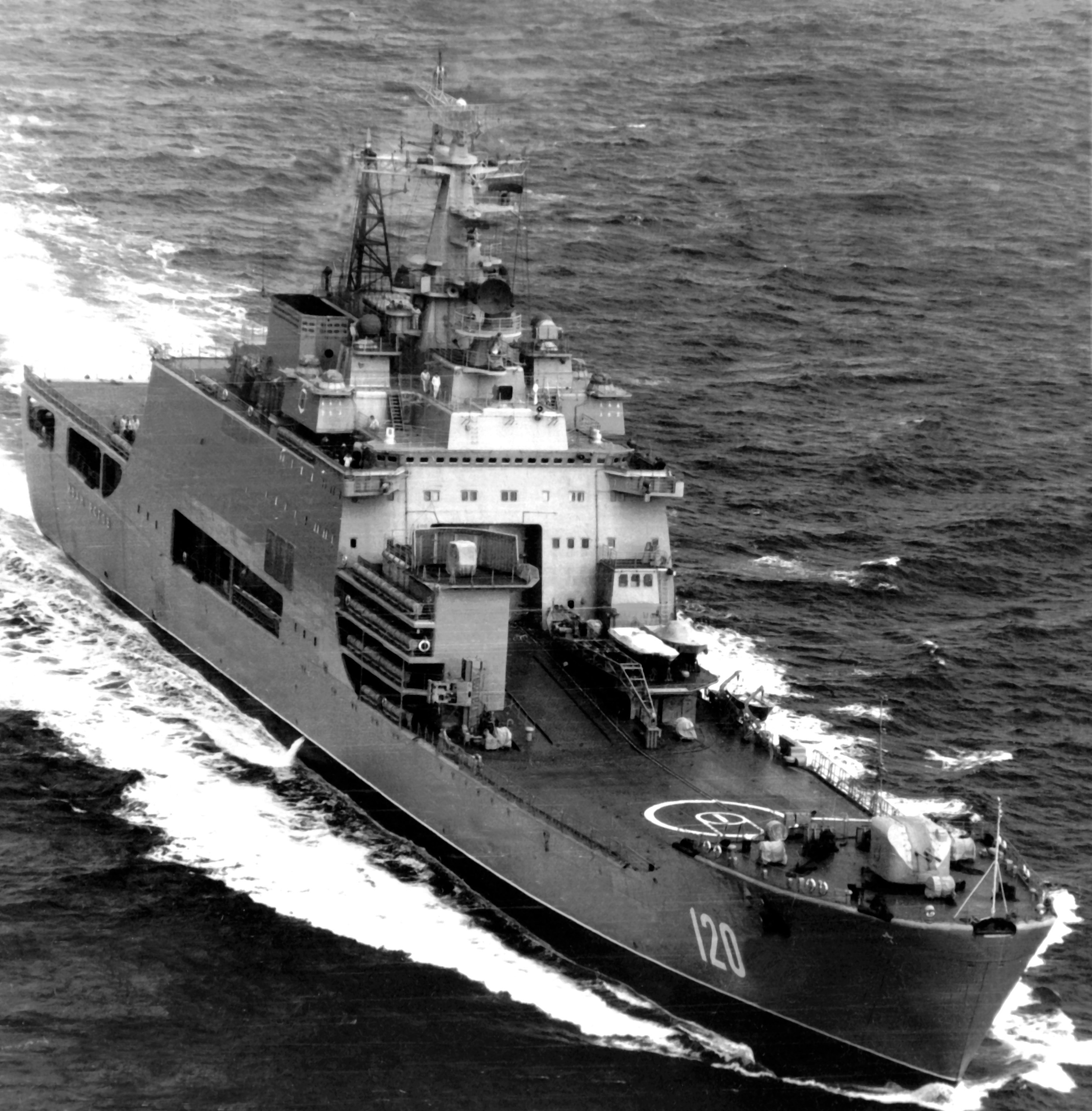
Docklandungsschiff des Projekts 1174 mit Bugrampe

Docklandungsschiffe transportieren ebenfalls Landungsboote und Soldaten, besitzen aber meist nur ein kleineres Flugdeck im Achterdecksbereich. Es werden die Typen Landing Platform Dock (LPD) und Landing Ship Dock (LSD) unterschieden. Der wesentliche Unterschied besteht in der Aufnahmefähigkeit für Hubschrauber. LPD verfügen über einen Hangar, um Hubschrauber dauerhaft mitzuführen, während LSD nur ein Landedeck haben und Hubschrauber nicht ständig an Bord aufnehmen können.
Einen besonderen Typ von Docklandungsschiff stellt das sowjetische Projekt 1174 dar, die theoretisch auch auf einen Strand auflaufen kann, um Truppen über eine Bugrampe zu landen. Das ist bei anderen Docklandungsschiffen nicht möglich.

### Amphibische Transportschiffe

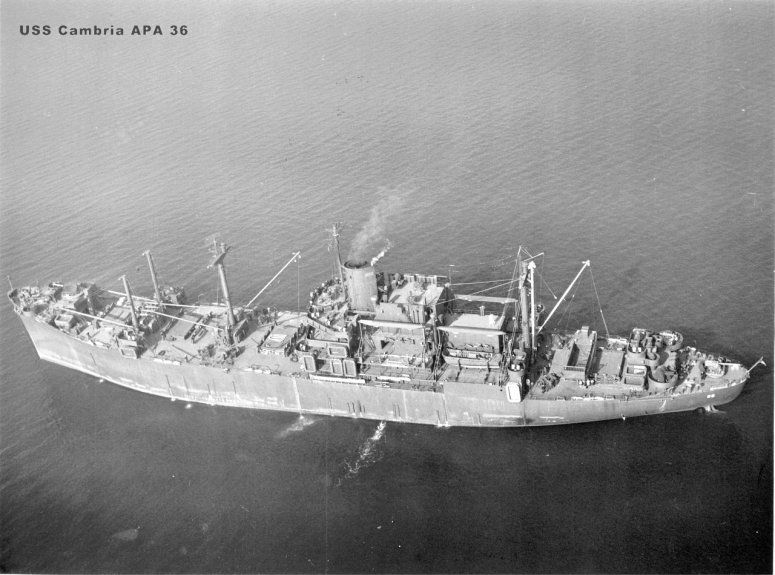
Cambria mit einem Teil der mitgeführten Boote

Für den Transport von großen Truppenkontingenten und dem dazugehörigen Material wurden im Zweiten Weltkrieg amphibische Transportschiffe entwickelt, die zivilen Stückgutschiffen ähnelten.
Die Schiffe des Typs Amphibious/Attack Transport (APA, ab 1969 LPA) dienten vornehmlich dem Truppentransport. Sie konnten mindestens ein Bataillon Infanterie mit voller Ausrüstung aufnehmen und verfügten über eine große Anzahl von kleineren Landungsbooten verschiedener Typen, um die Truppen mit ihrem Material an Land zu bringen. Typisch war eine Ausstattung mit zwei bis vier LCM, zwölf LCVP und drei bis vier anderen Booten. Die LPA unterstützten die Truppen mit Unterbringung, Verpflegung, Betreuung und Sanitätsdienst. Nach einer Landung blieben die LPA vor Ort, um die Truppe an Land zu versorgen und Verwundete aufzunehmen. Schiffe des Typs LPA sind nicht mehr im Bestand der U.S. Navy oder anderer Marinen.
Der Typ Amphibious/Attack Cargo (AKA, ab 1969 LKA) dient hauptsächlich dem Materialtransport und verfügt nur über begrenzte Truppenunterkünfte. Wie die LPA transportieren LKA eine große Zahl von Landungsbooten. Die U.S. Navy besitzt noch fünf LKA im Reservestatus.

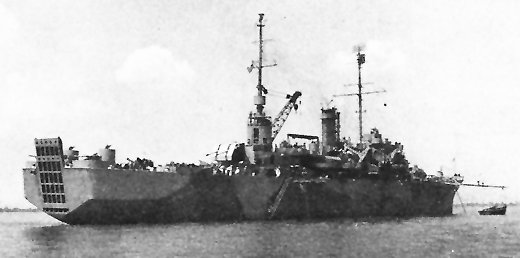
Fahrzeuglandungsschiff Monitor

Fahrzeuglandungsschiffe (Landing Ship, Vehicle – LSV), später Fahrzeugtransportschiff (Vehicle Cargo Ship, ebenfalls LSV) sind für den Transport von Landfahrzeugen spezialisiert.

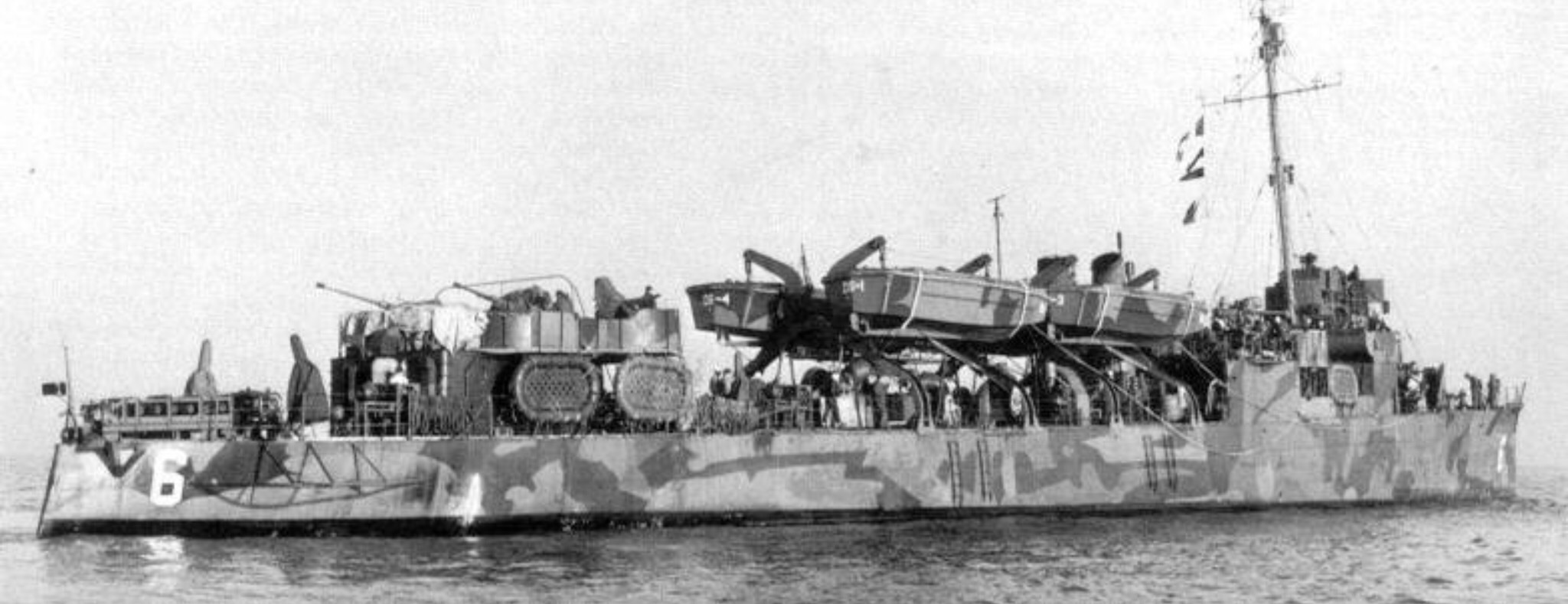
Stringham, ein zum schnellen Transporter umgebauter Zerstörer aus dem Ersten Weltkrieg

Für Einsätze von Spezialkräften an feindlichen Küsten wurden zunächst einige ältere Zerstörer, später auch neue Geleitzerstörer zu schnellen amphibischen Transportern des Typs High-speed Transport (APD) umgebaut. Sie konnten bis zu einer Kompanie aufnehmen und mit Hilfe mitgeführter Landungsboote anlanden. Obwohl beim Umbau die ursprüngliche Artilleriebewaffnung reduziert wurde, verblieben den Schiffen einige Geschütze, um die Truppen an Land mit Feuer zu unterstützen.

### Panzerlandungsschiffe

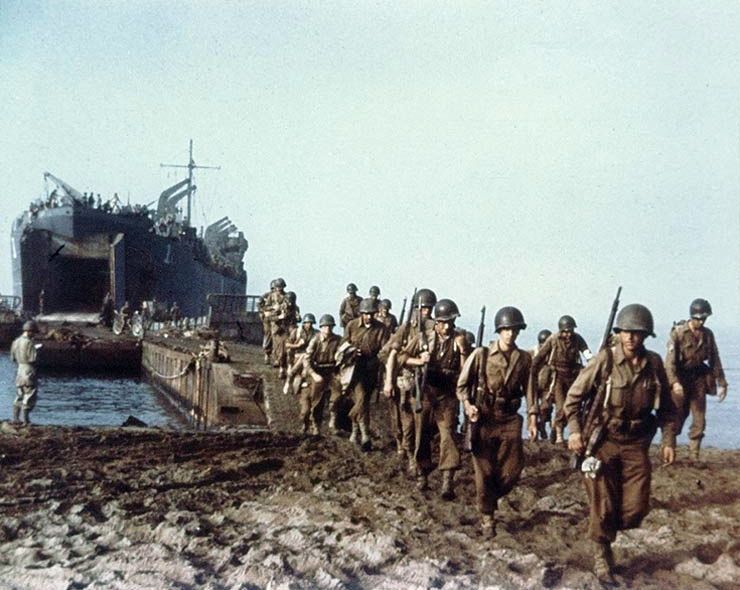
LST 1 entlädt Truppen über Pontons bei einer Landungsoperation in Italien 1943. Rechts neben den Pontons ist die Bugrampe eines der mitgeführten LCVP zu erkennen.

Das Panzerlandungsschiff (Landing Ship, Tank – LST) ist der größte herkömmliche Landungsschifftyp, der dazu eingerichtet ist, direkt an der Küste Truppen anzulanden. Der Entwurf der ersten LST stammt von der Royal Navy, die ihn 1941 an die U.S. Navy zum Zweck der Massenproduktion übergab. Um vor dem Strand auf Grund laufen zu können, haben LSTs einen sehr breiten und flachen Rumpf im Bugbereich. Sie sind so ausgelegt, dass sie schwerste Fahrzeuge einschließlich schwerer Kampfpanzer transportieren können. Die Lade- und Unterbringungskapazität reicht etwa für eine Kompanie, für kurze Zeit können aber auch erheblich mehr Soldaten mitgenommen werden.

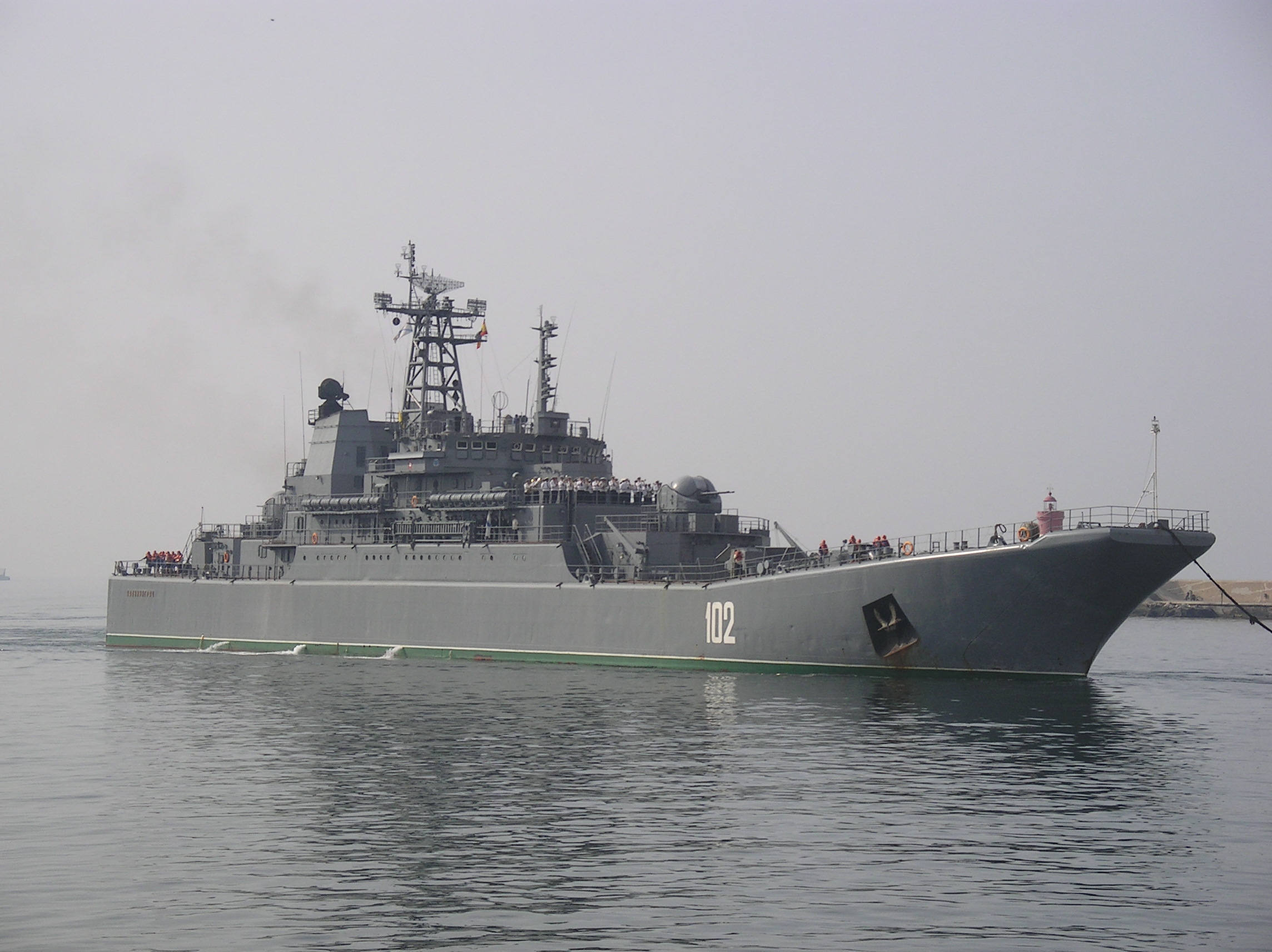
Die Bugform des russischen LST Kaliningrad (Projekt 775) lässt die gegenüber älteren LSTs gesteigerte Höchstgeschwindigkeit erkennen

Die Entladung erfolgt über eine Bugrampe. Viele LSTs führten außerdem kleinere Landungsboote wie LCVPs mit sich, um möglichst viele Truppen parallel anzulanden, während über die Bugrampe vor allem die schweren Fahrzeuge entladen werden. Bei einem ungünstigen Gradienten können LST nicht so nah an den Strand fahren, dass die Bugrampe bis aufs Trockene reicht. Um zu vermeiden, dass Soldaten und Material zu tief durch das Seewasser waten müssen, können vor der Bugrampe Pontons ausgelegt werden, die die LST zum Teil selber mitführen.
Auf Grund ihrer Bauweise und insbesondere der Bugrampenkonstruktion erreichten die älteren LSTs nur eine geringe Höchstgeschwindigkeit von etwa 11 kn. Moderne LSTs mit weiter entwickeltem Bugdesign erreichen höhere Geschwindigkeiten bis etwa 20 kn.

### Mittlere Landungsschiffe

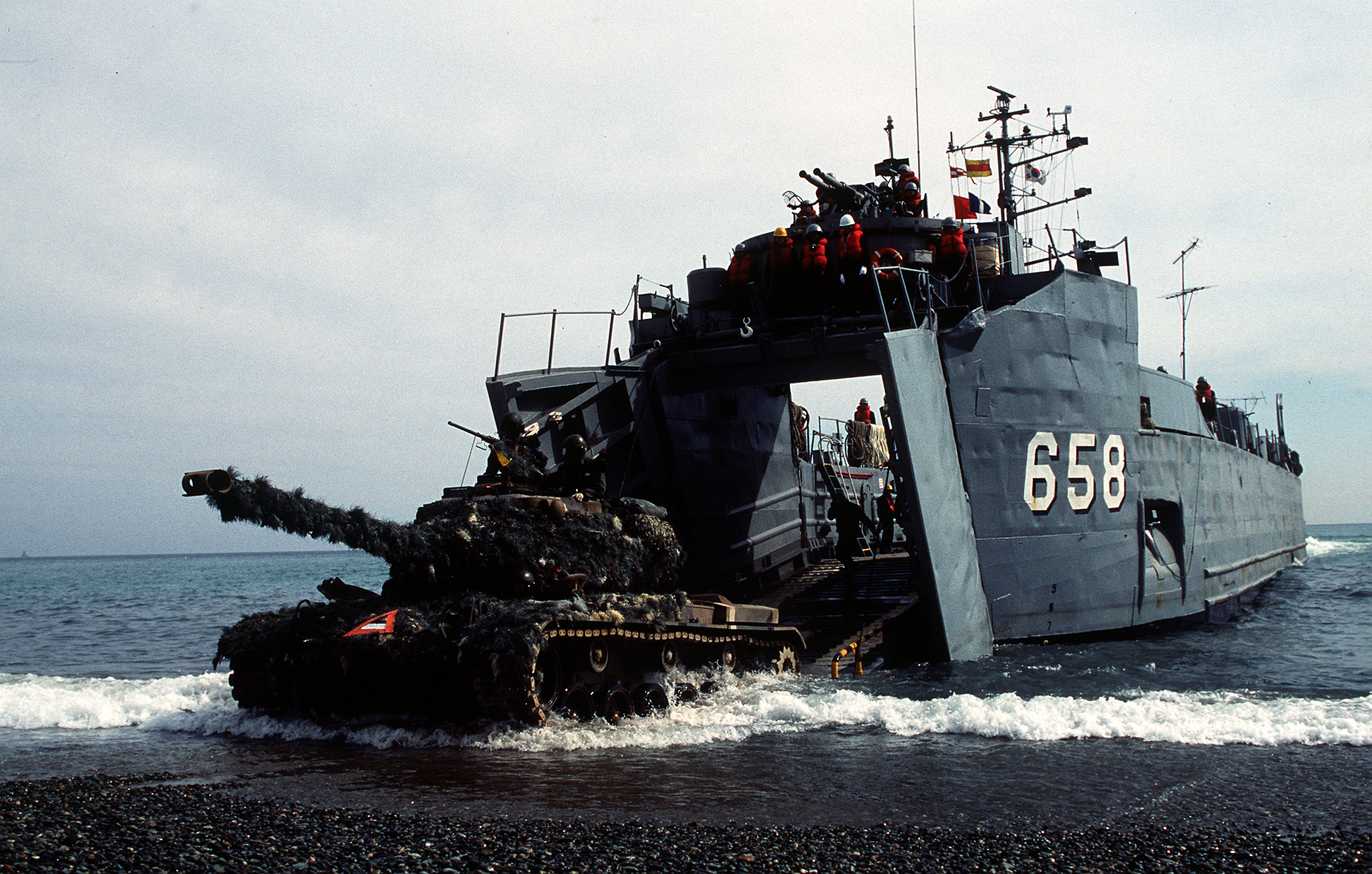
Ein M-48-Panzer verlässt ein LSM über die Bugklappe

Der Typ Mittleres Landungsschiff (LSM) entstand in den USA als Fahrzeug in der Größenordnung zwischen den größeren LST und den kleineren LCT. Die U.S. Navy baute im Zweiten Weltkrieg 498 LSM der LSM-1-Klasse. Ihre Zuladung entspricht etwa einem verstärkten Zug bis zu einer halben Kompanie. Andere Nationen haben ebenfalls LSM gebaut, wobei die Abgrenzung zu den LST nicht eindeutig festzulegen ist und von der Klassifizierungspraxis einzelner Länder abhängt. So plante Deutschland einen Typ LSM Klasse 502, dessen Exportversion in Nigeria als LST bezeichnet wurde. Die Landungsschiffe der Frosch-Klasse der Volksmarine waren offiziell als Mittlere Landungsschiffe klassifiziert.

## Landungsboote

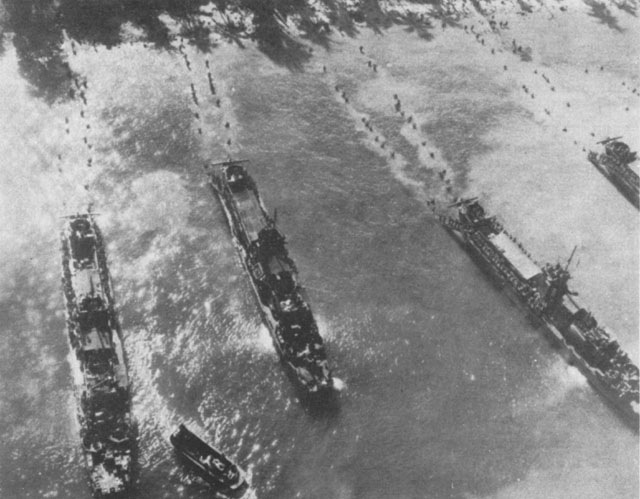
Infanterielandungsboote (LCI) landen Truppen bei der Schlacht von Morotai im September 1944

Von den relativ kleinen Landungsbooten sind in vielen Ländern eine Anzahl von unterschiedlichen, den örtlichen Verhältnissen entsprechenden Typen entstanden, von denen hier nur die am weitesten verbreiteten betrachtet werden können. Auch in den Landstreitkräften finden sich Landungsboote für die Überwindung von Gewässerhindernissen.

### Mehrzwecklandungsboote

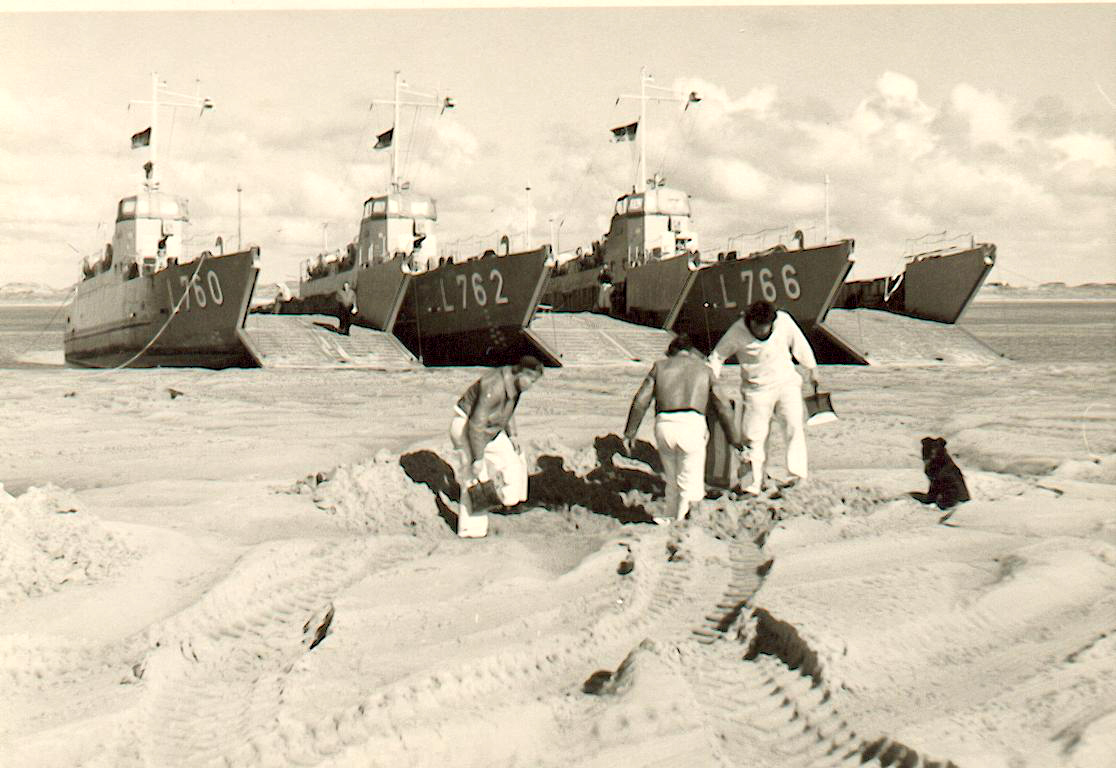
Mehrzwecklandungsboote Flunder, Lachs und Stör der Bundesmarine, 1966

Mehrzwecklandungsboote (MZL) sind als der größte in einem Docklandungsschiff mitzuführende Landungsboottyp unter der ursprünglichen Bezeichnung Landing Craft, Tank (LCT) entwickelt worden. Später wurde die Bezeichnung in Landing Craft, Utility (LCU) geändert. MZL sind 40 m lang, 9,8 m breit, haben vorne einen Tiefgang von ca. 1,2 m und achtern ca. 2,4 m. Maschinenräume, Ruderanlage, Vorratsbunker für Wasser und Kraftstoff, Aufenthalts- und Schlafräume sind unter dem Ladedeck untergebracht. Daraus ergibt sich für den Rumpf die Form eines „liegenden Keils“. MZL können sowohl im Bug als auch achtern eine Klappe besitzen, die es ermöglicht, mehrere MZL zusammenzufügen. Diese Bauform erleichtert auch das Absetzen von Minen. Die Minenladekapazität eines MZL ist naturgemäß sehr hoch. Aufbauten an Deck sind seitlich oder alternativ über der Ladefläche angebracht. In diesen Aufbauten befinden sich Steuer-, Radar-, Funk- und Navigationsanlagen und die Waffenplattformen. MZL sind eingeschränkt hochseetauglich und haben Besatzungen von 12 bis 20 Mann (MZL der Bundesmarine: 17). Die Verdrängung von MZL beträgt etwa 500 t, die Tragfähigkeit liegt bei 140 t und ermöglicht den Transport von mehreren Panzern oder LKW und den dazugehörigen Soldaten.

### Mittlere Landungsboote

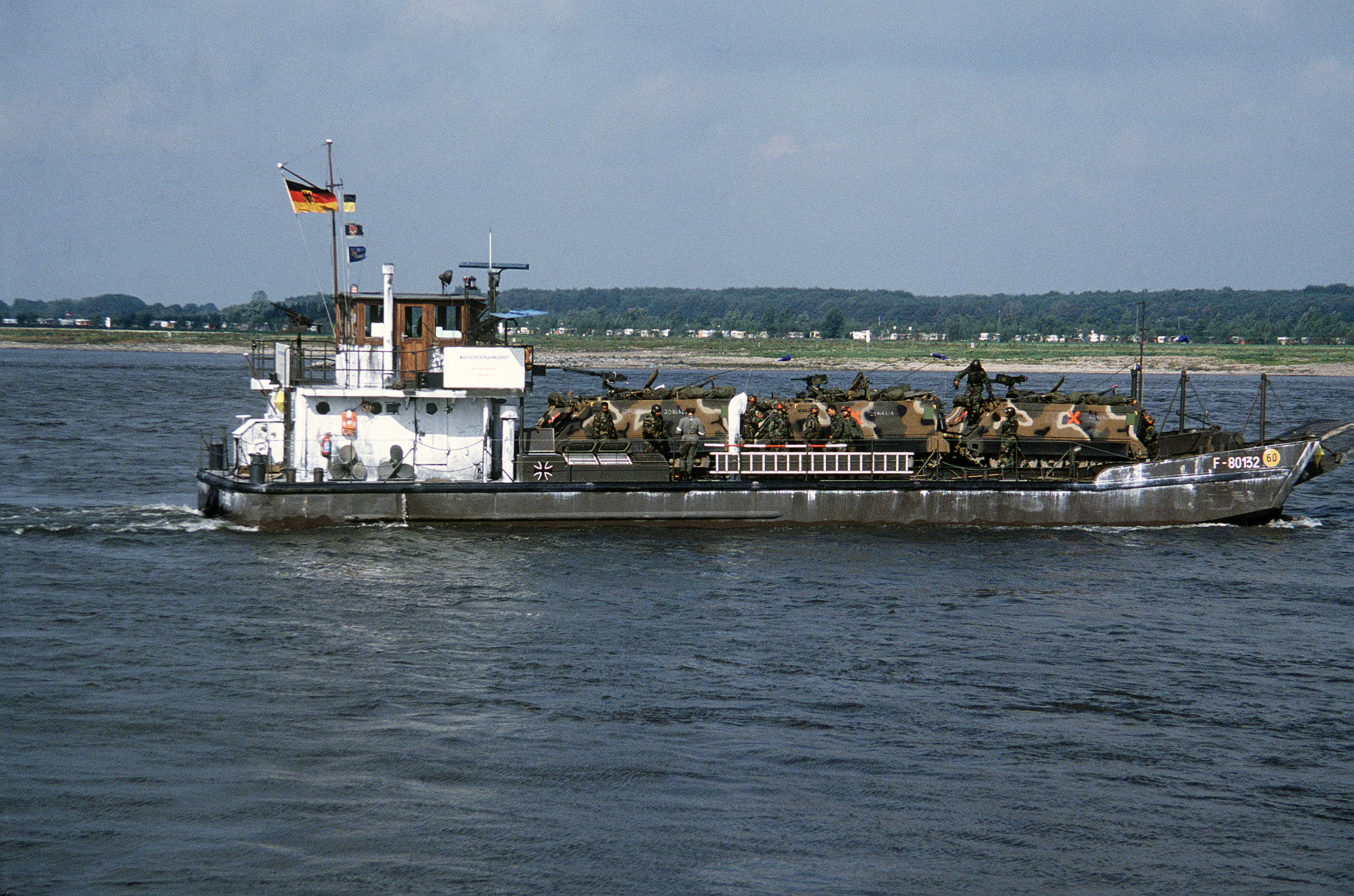
Ein LCM Typ Mannheim des deutschen Heeres

Der am stärksten verbreitete Typ mittlerer Landungsboote ist das Landing Craft Mechanised (LCM), das in der Bundeswehr beim Heer und der Marine vorhanden war. LCM können von größeren Landungsschiffen als Decksladung oder im Welldeck mitgeführt werden. Die Boote haben je nach Ausführung eine Tragfähigkeit von bis zu 70 t und können ein größeres Fahrzeug wie etwa einen Kampfpanzer und eine Anzahl von Soldaten in einem offenen Laderaum transportieren. Zum Be- und Entladen verfügen sie über eine Bugrampe. Es sind keine Unterkünfte für die Besatzung und die eingeschifften Truppen vorhanden.

### Kleine Landungsboote

#### LCVP

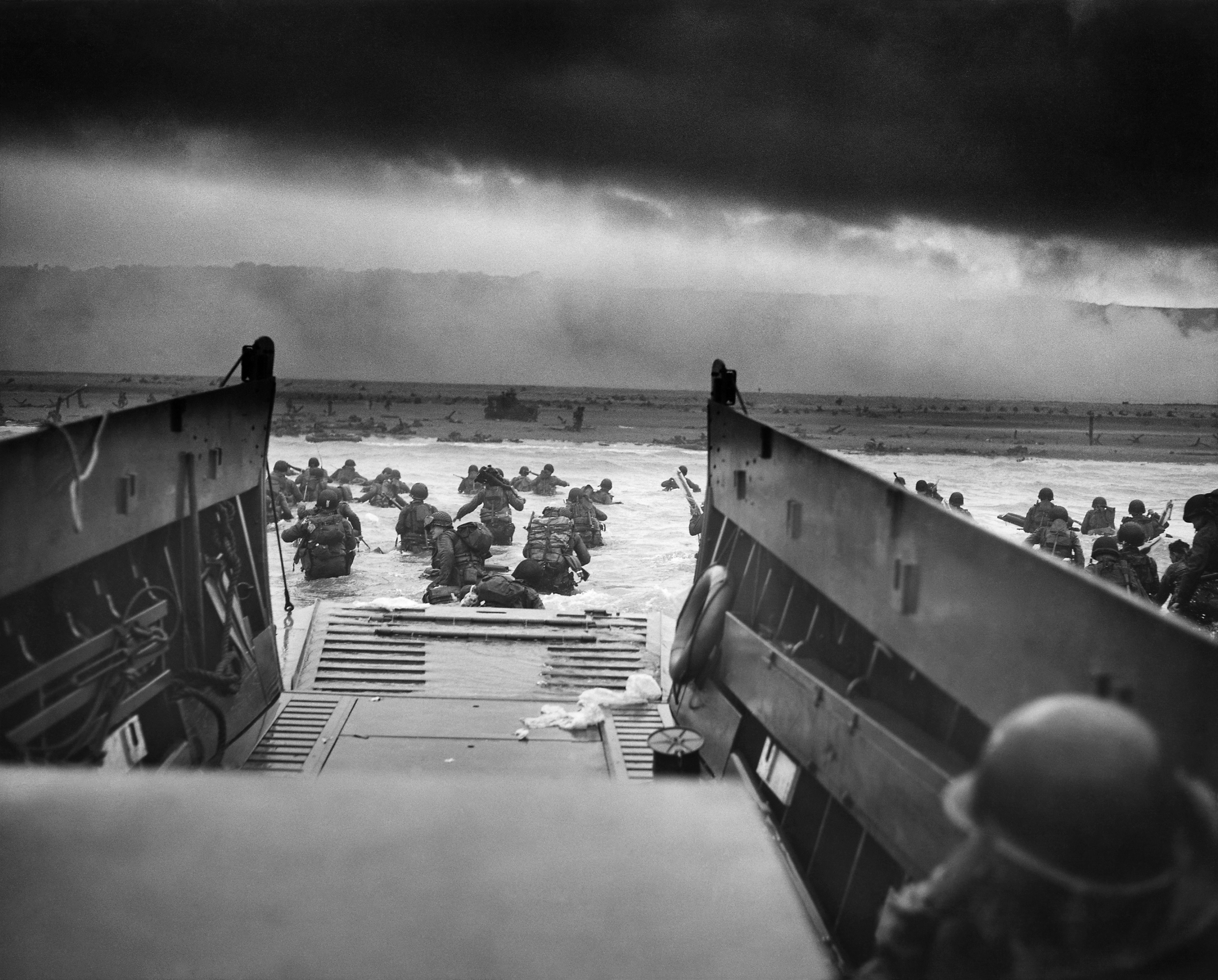
Into the Jaws of Death: Blick aus einem LCVP am D-Day, amerikanische Soldaten landen am Omaha Beach

Der meistgebaute Typ kleiner Landungsboote ist das Landing Craft Vehicle/Personnel (LCVP), das auch als Higgins-Boot bezeichnet wird. Die Transportkapazität beträgt bis etwa 30 t; die Ladefläche (z. B. 9 m × 3 m) reicht für etwa einen Zug Soldaten oder ein mittleres Kraftfahrzeug. Motor und Steuerstand befinden sich am Heck des LCVP, vorn erlaubt eine Bugrampe die schnelle Entladung von Personal und Material. Die Besatzung besteht meist aus einem Bootssteuerer, einem Motorenwärter und ein oder zwei weiteren Seeleuten.
LCVP können auf größeren Landungsschiffen in Davits mitgeführt und schnell zu Wasser gelassen werden. Im Zweiten Weltkrieg führten LST zwei bis sechs LCVP mit, während amphibische Transporter mit bis zu fünfzehn LCVP ausgestattet waren.
Das britische Äquivalent zum LCVP war das Landing Craft Assault (LCA), das ähnliche Leistungsparameter hatte. Die Bundesmarine erhielt 1958 10 LCA aus britischen Beständen, besaß jedoch zu keiner Zeit LCVP.

#### Sturmboot

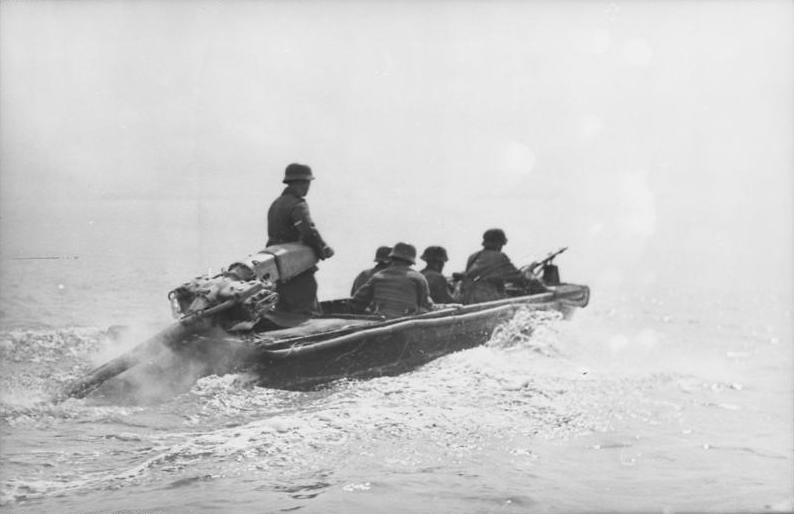
Deutsches Sturmboot in Russland, 1942

Sturmboote gehören zur Ausstattung von Pioniertruppen der Landstreitkräfte. Sie sind mit Außenbordmotoren ausgestattet und dienen dazu, schnell Binnengewässer zu überwinden. Sturmboote können auf LKW transportiert und an ihren Einsatzort gebracht werden. Sie können Soldaten in Trupp- oder Gruppenstärke tragen, jedoch keine Fahrzeuge.

## Luftkissenfahrzeuge

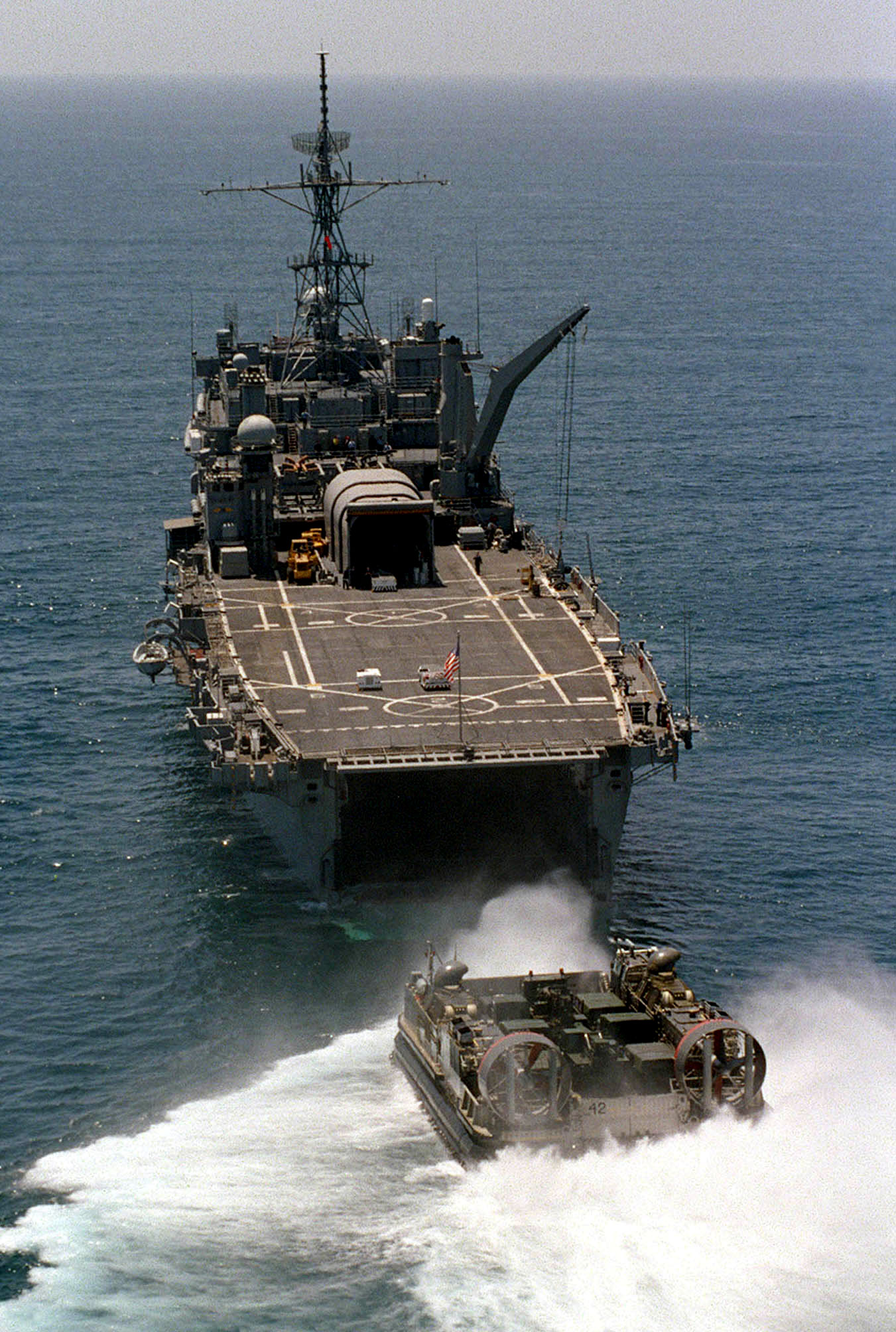
Ein Luftkissenboot des Typs LCAC steuert das geöffnete Welldeck eines Docklandungsschiffs (LPD) an

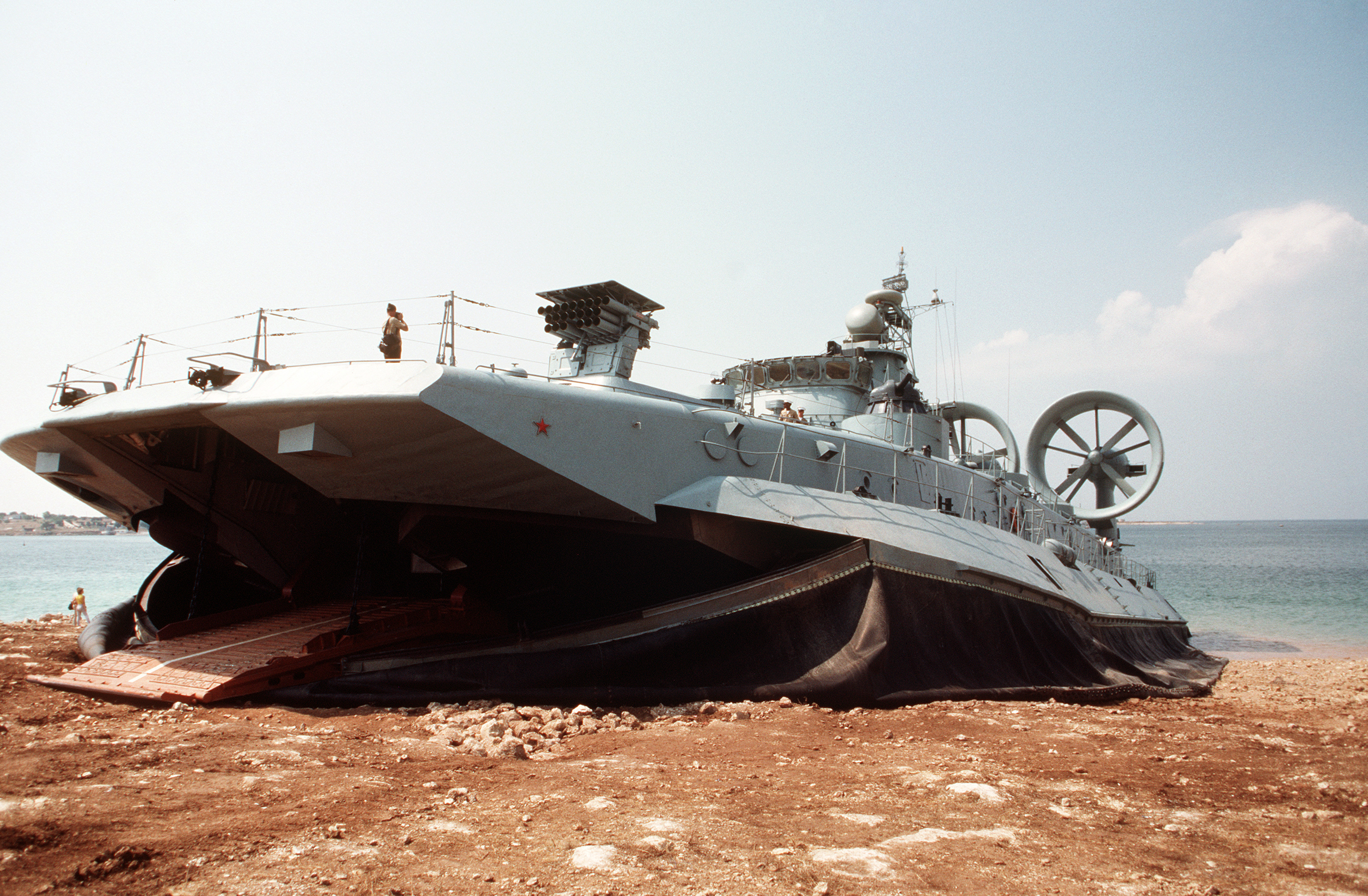
Ein Fahrzeug der Pomornik-Klasse mit geöffneter Bugklappe und Raketenwerfer

Luftkissenfahrzeuge sind in der Lage, Hindernisse in Küstengewässern zu überqueren, die für herkömmliche Landungsfahrzeuge nicht passierbar sind, wie zum Beispiel Wattengebiete, Riffe oder künstliche Unterwasserhindernisse. Außerdem sind sie nur durch solche Seeminen gefährdet, die mit besonderen Sensoren gegen Luftkissenfahrzeuge ausgerüstet sind. Sofern der Untergrund geeignet ist, können Luftkissenfahrzeuge auch über Land fahren und ihre Ladung damit ins Landesinnere transportieren.
Aufgrund dieser Fähigkeiten und ihrer hohen Geschwindigkeit sind sie besonders für die Taktik des Ship-to-Objective Manoeuvre geeignet. Die meisten Luftkissenfahrzeuge sind deshalb für den Einsatz von amphibischen Angriffsschiffen aus vorgesehen. Größere Luftkissenfahrzeuge können auch für autonome Landungsoperationen eingesetzt werden. Das gilt vor allem für so große Typen wie die sowjetisch-russische Pomornik-Klasse.

## Spezialfahrzeuge zur Unterstützung von Amphibischen Operationen

### Landungsunterstützungsschiffe

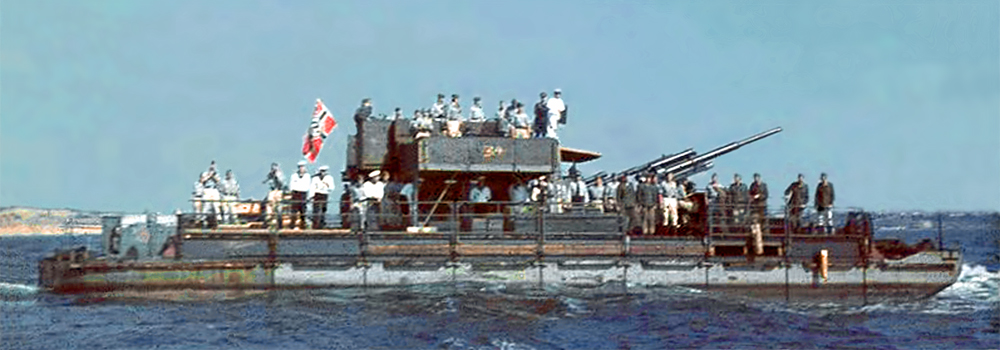
Zum Artillerieträger umgebautes deutsches Landungsboot vom Typ Siebelfähre mit 8,8-cm-Geschütz

Landungsunterstützungsschiffe dienen dazu, bei amphibischen Landungen Feuerunterstützung zu leisten. Die U.S. Navy entwickelte während des Zweiten Weltkriegs zwei Klassen von Landungsunterstützungschiffen. Diese Fahrzeuge sollten Kampfschiffe wie Schlachtschiffe, Kreuzer und Zerstörer beim Beschuss von Landungsstränden unterstützen.

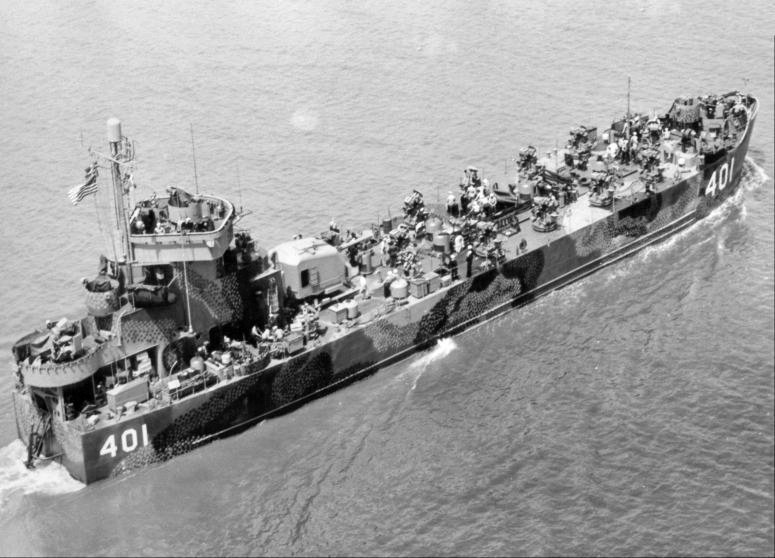
Landungsunterstützungsschiff, des US-Typs LSM(R)-401 mit gut sichtbarer Artillerie- und Raketenbewaffnung

Landungsboote können provisorisch für die Feuerunterstützung hergerichtet werden, indem Artillerie oder Panzer auf ihrem offenen Ladedeck aufgestellt werden. In der Kriegsmarine wurden dafür Siebelfähren und Marinefährprahme eingesetzt. In der britischen und amerikanischen Marine wurden dafür Landungsboote des Typs LCT umgerüstet und als Landing Craft Tank, Artillery [(LCT (A)] bezeichnet.

### Amphibische Führungsschiffe

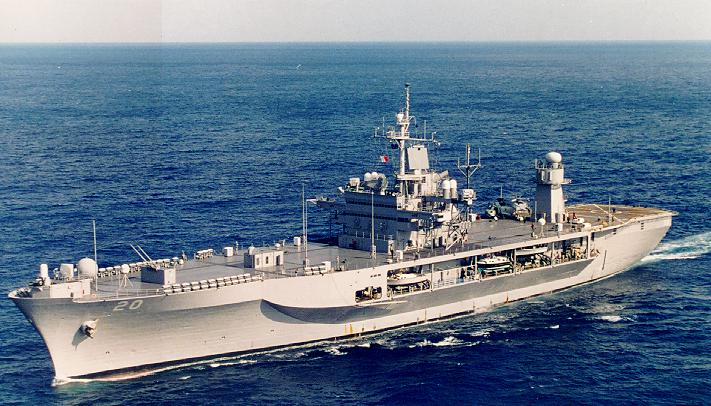
Das amphibische Führungsschiff USS Mount Whitney LCC-20 dient als Flaggschiff für verschiedene höhere Marinedienststellen

Große amphibische Operationen gehören zu den komplexesten militärischen Operationen, weil Land-, Luft und Seekriegführung koordiniert werden müssen. Dafür werden relativ große gemischte Stäbe benötigt, die eine eigene Führungsplattform erfordern. Die U.S. Navy hat im Zweiten Weltkrieg Führungsschiffe auf der Basis von Handelsschiffrümpfen gebaut, die zunächst als Amphibious Force Command Ship (AGC) klassifiziert wurden. 1969 wurde die Klassifizierung der noch aktiven Schiffe in LCC geändert. 1970 wurden zwei neue LCC der Blue-Ridge-Klasse in Dienst gestellt und je eines der Atlantik- und der Pazifikflotte zugeteilt. Die Rümpfe entsprechen denen der amphibischen Hubschrauberträger der Iwo-Jima-Klasse (LPH-2). Diese Schiffe werden inzwischen für allgemeine Führungsaufgaben benutzt.

### Kranlandungsschiffe

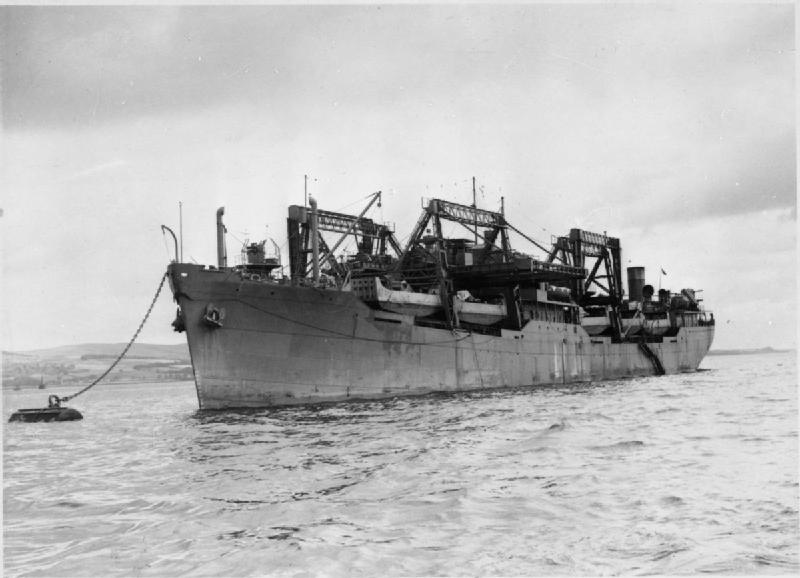
Kranlandungsschiff RFA Ennerdale

Die britische Royal Navy rüstete im Zweiten Weltkrieg mehrere Tanker zu großen Kranlandungsschiffen (Landing Ship Gantry) um, deren Hauptaufgabe darin bestand, eine große Zahl von Landungsbooten zu transportieren und mittels großer Kräne in der Landungszone auszusetzen.